# Jade Curtis
Jade Curtis (Oxford, 2 mei 1990) is een voormalig tennisspeelster uit Engeland.
Ze begon op zevenjarige leeftijd met tennis. Haar favoriete ondergrond is hardcourt. Zij speelt rechtshandig en heeft een tweehandige backhand.
In 2007 verkreeg Curtis een wildcard voor het vrouwendubbelspel op Wimbledon, samen met landgenote Sarah Borwell – twee jaar later nogmaals, samen met Anna Smith.
In 2009 won zij samen met María Fernanda Álvarez Terán het $25000-ITF-toernooi van Tsukuba.
Zij was actief in het internationale tennis van 2004 tot en met 2010.

## Posities op deWTA-ranglijst
Positie per einde seizoen:
| jaartal | ranking enkelspel | ranking dubbelspel |
| ------- | ----------------- | ------------------ |
| 2010    | 829               | 618                |
| 2009    | 341               | 237                |
| 2008    | 483               | 362                |
| 2007    | 555               | 342                |
| 2006    | 1011              | 921                |
| 2005    | 1021              | –                  |

## Prestatietabel grandslamtoernooien
| Legenda | Legenda                          |
| ------- | -------------------------------- |
| g.t.    | geen toernooi gehouden           |
| l.c.    | lagere categorie                 |
| –       | niet deelgenomen                 |
| G       | uitgeschakeld in de groepsfase   |
| 1R      | uitgeschakeld in de eerste ronde |
| 2R      | uitgeschakeld in de tweede ronde |
| 3R      | uitgeschakeld in de derde ronde  |
| 4R      | uitgeschakeld in de vierde ronde |
| KF      | uitgeschakeld in de kwartfinale  |
| HF      | uitgeschakeld in de halve finale |
| F       | de finale verloren               |
| W       | het toernooi gewonnen            |
| w-v     | winst/verlies-balans             |

### Vrouwendubbelspel
| Toernooi        | 2007 |    | 2009 |
| --------------- | ---- | -- | ---- |
| Australian Open | –    | –  |      |
| Roland Garros   | –    | –  |      |
| Wimbledon       | 1R   | 1R |      |
| US Open         | –    | –  |      |

## Palmares

### Gewonnen ITF-toernooien dubbelspel
| nr. | finaledatum | toernooi      | dotatie | partner                      | tegenstandsters in finale               | score            |
| --- | ----------- | ------------- | ------- | ---------------------------- | --------------------------------------- | ---------------- |
| 1.  | 2005-08-21  | Nottingham    | $10.000 | Rachael Dillon               | Marie-Perrine Baudouin Claire Peterzan  | 6-2, 6-3         |
| 2.  | 2008-04-19  | Fuerteventura | $10.000 | Irene Rehberger Bescos       | Benedetta Davato Giulia Gatto-Monticone | 6-3, 7-6         |
| 3.  | 2008-05-11  | Edinburgh     | $10.000 | Elizabeth Thomas             | Biljana Pavlova Soetkin Van Deun        | 6-1, 7-6         |
| 4.  | 2009-09-06  | Tsukuba       | $25.000 | María Fernanda Álvarez Terán | Hsu Wen-hsin Mari Tanaka                | 1-6, 6-2, [10-2] |